# Assassinato de Andrei Karlov

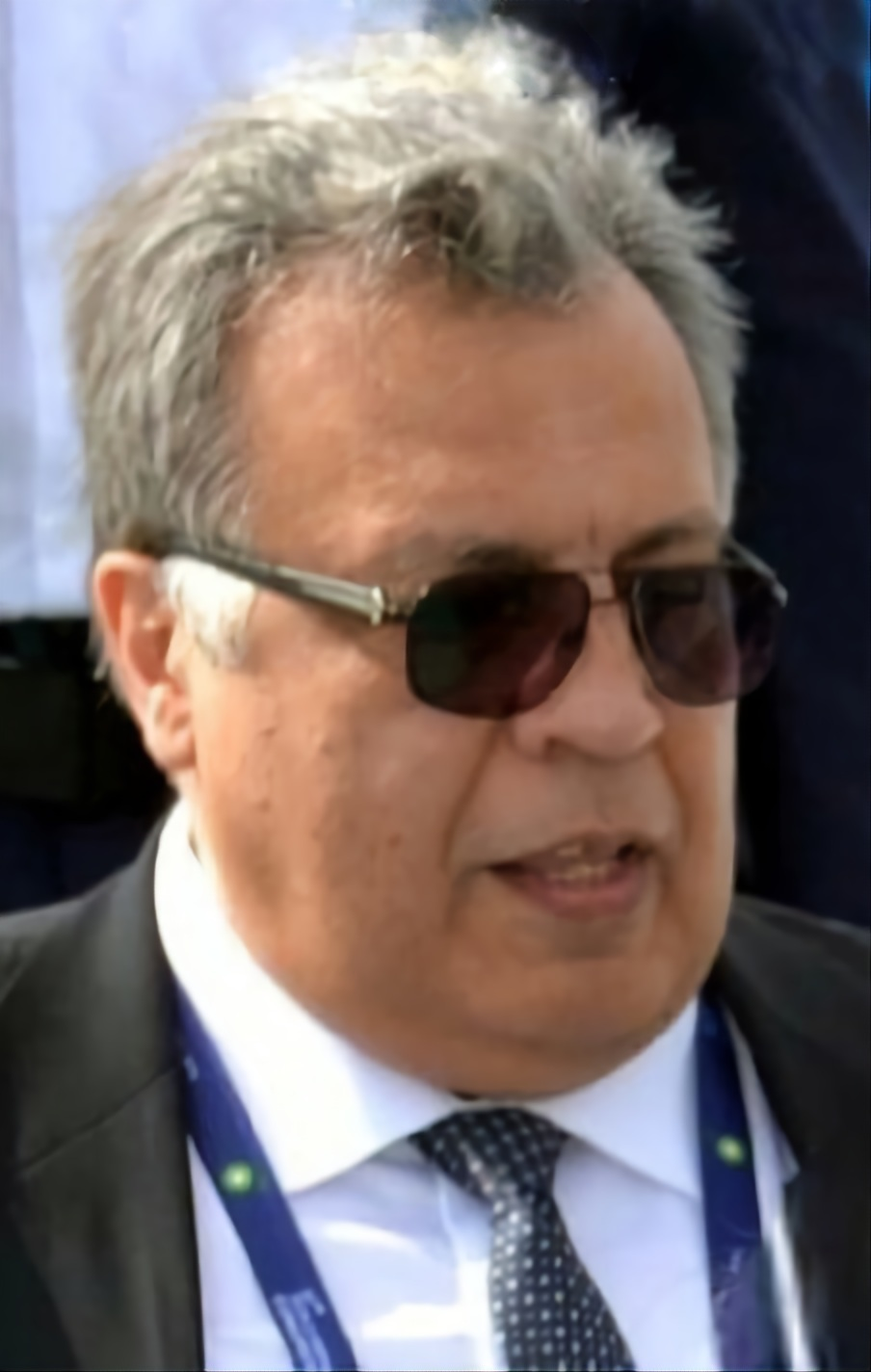
Andrei Karlov em 2016.

Andrei Karlov, embaixador da Rússia na Turquia, foi morto a tiros por Mevlüt Mert Altıntaş na noite de 19 de dezembro de 2016 em uma exposição de arte em Ankara, na Turquia. O assassinato ocorreu depois de vários dias de protestos na Turquia sobre o envolvimento russo na Guerra Civil Síria e na Batalha de Alepo, embora os governos russo e turco estivessem negociando um cessar-fogo.

## Assassino
O assassino teria sido um ex-policial turco identificado como Mevlüt Mert Altıntaş (24 de maio de 1994 - 19 de dezembro de 2016), que, depois de disparar contra o embaixador, gritou: "Allahu Akbar, Allahu Akbar. Nós somos aqueles que juraram fidelidade a Maomé pela Jihad enquanto vivemos. Não se esqueça de Alepo, não se esqueça da Síria. A menos que nossas províncias estejam seguras, você também não gostará de segurança. Fique longe, fique longe. A morte só nos leva daqui. Altıntaş era um ex-policial turco que se formou na Escola de Polícia de İzmir em 2014. Mais cedo foi demitido do departamento da polícia por alegações de envolvimento na tentativa de golpe de Estado na Turquia em 2016, mas voltou ao serviço em meados de novembro. Após o assassinato ele foi morto pelas forças de segurança.